# FK Maistas Kaunas
El FK Maistas Kaunas fue un equipo de fútbol de Lituania que jugó en la A Lyga, la primera división de fútbol en el país.

## Historia
Fue fundado en el año 1932 en la ciudad de Kaunas como MSK Kaunas y fue de los primeros equipos en participar en la A Lyga en los años 1930, periodo en el cual fue campeón en una ocasión en 1934 hasta que el club desaparece en 1941 a causa de la Operación Barbarroja.
El club es refundado luego de la disolución de la Unión Soviética y la independencia de Lituania en 1990, siendo uno de los equipos fundadores de la II Lyga (tercera división nacional) debido a que no era de categoría profesional, de la cual fue uno de los primeros equipos que descendieron de categoría.
El club participó por cinco temporadas consecutivas en la cuarta división donde nunca superó la parte baja de la clasificación hasta que desaparece en 1995.

## Palmarés
- A Lyga: 1

1934

## Jugadores

### Jugadores destacados
| - Vytautas Geležūnas - Henrikas Kersnauskas - Antanas Lingis - Stasys Penkauskas | - Česlovas Šopys - Fridrichas Tašius - Fridrichas Tepferis |